# Ajagabi
Ajagabi – gaun wikas samiti w środkowej części Nepalu  w strefie Narajani w dystrykcie Rautahat. Według nepalskiego spisu powszechnego z 2001 roku liczył on 465 gospodarstw domowych i 2923 mieszkańców (1385 kobiet i 1538 mężczyzn).